# George Breed
George Horace Breed (* 14. Juli 1876 in Louisville; † 24. Juni 1956 in New York City) war ein US-amerikanischer Fechter.

## Karriere
Breed war bereits in der frühen Phase des amerikanischen Fechtsports aktiv. 1899 gewann er den Titel der Intercollegiate Fencing Association. In den Jahren 1908 und 1909 sicherte er sich bei der Amateur Fencers League of America erste Medaillen in Form von Silber und Bronze – 1911 folgte der Doppelsieg in Florett und Degen.
1912 nahm Breed erstmals an Olympischen Spielen teil. In Stockholm erreichte er im Degeneinzel das Viertelfinale. Mit der Mannschaft belegte er den neunten Rang. Im Florett-Einzel schied er in der ersten Runde aus. Zwölf Jahre später, bei den Olympischen Spielen 1924 in Paris, gelang ihm erneut der Einzug ins Viertelfinale des Degeneinzels. Mit der Degenmannschaft erreichte er das Halbfinale, mit dem Florettteam das Viertelfinale. Zudem war er bei diesen Spielen als Schiedsrichter im Säbelfechten tätig.
Für seine sportlichen Leistungen wurde Breed 1972 posthum in die Harvard Varsity Club Hall of Fame aufgenommen, 2018 folgte die Aufnahme in die United States Fencing Hall of Fame.